# The Bounty
The Bounty (bra: Rebelião em Alto-Mar; prt: Revolta no Pacífico) é um filme estadunidense de 1984 do gênero aventura, dirigido por Roger Donaldson e roteiro baseado em livro de Richard Hough.
É um remake dos filmes O Grande Motim de 1935 e O Grande Motim de 1962.

## Sinopse
Em 1789 o navio inglês HMS Bounty viajou ao Taiti para conseguir mudas de fruta-pão, que seriam largamente cultivadas para alimentar os escravos. O tenente William Bligh, comandante do Bounty, começa a agir de forma cada vez mais despótica, impondo castigos cada vez mais duros para a tripulação. Isto faz com que Fletcher Christian, o melhor amigo de Bligh, comande um motim, mesmo sabendo que este ato poderia ser punido com o enforcamento.

## Elenco
- Mel Gibson .... Fletcher Christian
- Anthony Hopkins .... tenente William Bligh
- Laurence Olivier .... almirante Hood
- Edward Fox .... capitão Greetham
- Daniel Day-Lewis .... John Fryer
- Bernard Hill .... William Cole
- Philip Davis .... Edward Young
- Liam Neeson .... marinheiro Charles Churchill
- Wi Kuki Kaa .... Rei Tynah
- Tevaite Vernette .... Mauatua
- Philip Martin Brown .... marinheiro John Adams
- Simon Chandler .... David Nelson
- Malcolm Terris .... Dr. John Huggan
- Simon Adams .... Thomas Heywood
- John Sessions .... John Smith
- Andrew Wilde .... marinheiro William McCoy
- Neil Morrissey .... marinheiro Matthew Quintal

## Principais prêmios e indicações
Festival de Cannes 1984 (Itália)
- Indicado à Palma de Ouro.